# Савиньон, Андре
Фернан Эжен Андре Савиньон (фр. Fernand Eugène André Savignon, 1 января 1878, Тарб, Франция — 10 января 1947, Лондон, Великобритания) — французский писатель и журналист, лауреат Гонкуровской премии (1912) за роман «Девушки дождя»

## Жизнеописание
Андре Савиньон родился в семье Эжена Мишеля Савиньона и Луизы Изабеллы Варангьян де Виллепен. Семья жила в доме «Эспарбес Люссан» в Тарбе, на площади Префектуры, № 5.
Андре учился в иезуитском колледже святого Франсуа-Ксавьера в Ванне.
Первой женой Андре Савиньона была Мари Жозефина Монзелен, на которой он женился 29 июля 1902 года в Париже. Гонкуровскую премию получил в 1912 году за роман «Девушки дождя», опубликованный в издательстве Грассе. Претендентом на эту награду был также Жульен Бенда (фр. Julien Benda), и жюри проголосовало шестью голосами против пяти в пользу Савиньона. В романе описаны будни жителей острова Уэссан.
Андре работал журналистом в газетах и ездил в рабочие командировки в Великобританию. Особенно часто это случалось в 1908—1914 годах. Там его застала Первая мировая война, и ему пришлось остаться на четыре года. После перемирия 1918 года Андре Савиньон переехал в Сен-Мало. 27 сентября 1919 года в Амбераке он женился во второй раз — на Берте Дегранж. Детей с ней, как и с первой женой, не имел. Далее ездил в качестве журналиста в Великобританию. Находился в Лондоне, когда в 1939 году началась Вторая мировая война.
Андре Савиньон пережил бомбардировки Плимута в 1940—1941 годах, известные под общим названием «Блиц». Утром 21 марта 1941 года он написал:
В этом городе, который разрушался в красноватых полосах дыма, бродили только единичные горожане. Другие сидели в убежищах или лежали, избавившись от всех неприятностей, под развалинами
На родину писатель уже не вернулся. Перебрался в Лондон, где 10 января 1947 года умер из-за пневмонии во французской больнице. Похоронили его в Сент-Серване, на маленьком кладбище «Розе», что возле реки Ранс.
Андре Савиньон был кавалером ордена Почётного легиона.